# Dirka po Sloveniji 2005
Dirka po Sloveniji 2005 je bila dvanajsta izvedba Dirke po Sloveniji. To je bila etapna dirka UCI kategorije 2.1, ki je potekala od 9. do 12. junij 2005, v skupni dolžini 611 kilometrov.
Ta izvedba je bila prelomna saj je doživela mnogo sprememb. Prestavili so jo iz meseca maja na junij. Imela je le 4 etape, napredovala je tudi za en kakovostni razred in postala del UCI Europe Tour. So pa tudi ukinili majico za leteče cilje, ki so jo sicer podeljevali vseskozi od začetkov dirke leta 1993.
Dirko je zmagal poljak Przemysław Niemiec, drugi je bil Fortunato Baliani, tretji pa Radoslav Rogina.
Najboljši so bili: Ruggero Marzoli po točkah (modra), Przemysław Niemiec na gorskih ciljih (pikčasta), najboljši mladi kolesar je postal Janez Brajkovič (bela) in ekipno najboljša je bila Miche.
Dirka je še drugo leto zapored zavila v tujino. V 2. etapi je bil cilj v Avstriji, v 3. etapi pa start v Italiji.

## Ekipe
Dirko je začelo 123 kolesarjev iz 16, od tega jo je končalo 75 kolesarjev.

### Pro Continental
- Acqua & Sapone–Adria Mobil
- Ceramica Panaria–Navigare
- Miche
- Tenax–Nobili Rubinetterie

### Continental
- Perutnina Ptuj
- Sava
- KRKA-Adria Mobil
- Radenska–Rog
- Team Nippo
- Androni Giocattoli–3C Casalinghi
- Amore & Vita–Beretta
- Volksbank-Leingrüber Ideal
- Rabobank Continental Team
- Ed' System ZVVZ

### Državne reprezentance
- Slovenija
- Avstrija

## Trasa in etape
| Etapa  | Datum     | Trasa                       | Dolžina | Disciplina | Disciplina      | Zmagovalec         |
| ------ | --------- | --------------------------- | ------- | ---------- | --------------- | ------------------ |
| 1      | 9. junij  | Ptuj – Ptuj                 | 160 km  |            | razgibana etapa | Ruggero Marzoli    |
| 2      | 10. junij | Medvode – Beljak (Avstrija) | 171 km  |            | hribovska etapa | Marco Marcato      |
| 3      | 11. junij | Trbiž (Italija) – Vršič     | 133 km  |            | gorska etapa    | Przemysław Niemiec |
| 4      | 12. junij | Šentjernej – Novo mesto     | 147 km  |            | razgibana etapa | Boštjan Mervar     |
| Skupaj | Skupaj    | 611 km                      | 611 km  | 611 km     | 611 km          | 611 km             |

## Razvrstitev vodilnih
| Etapa          | Zmagovalec         | Skupno             | Po točkah       | Gorski cilji       | Mladi kolesarji | Ekipno                     |
| -------------- | ------------------ | ------------------ | --------------- | ------------------ | --------------- | -------------------------- |
| 1              | Ruggero Marzoli    | Ruggero Marzoli    | Ruggero Marzoli | Wolfgang Murer     | Simon Špilak    | Rabobank                   |
| 2              | Marco Marcato      | Ruggero Marzoli    | Ruggero Marzoli | Matej Stare        | Marco Marcato   | Team Androni Giocattoli-3C |
| 3              | Przemysław Niemiec | Przemysław Niemiec | Ruggero Marzoli | Fraser MacMaster   | Janez Brajkovič | Miche                      |
| 4              | Boštjan Mervar     | Przemysław Niemiec | Ruggero Marzoli | Przemysław Niemiec | Janez Brajkovič | Miche                      |
| Končni nosilci | Končni nosilci     | Przemysław Niemiec | Ruggero Marzoli | Przemysław Niemiec | Janez Brajkovič | Miche                      |

## Končna razvrstitev
| Legenda | Legenda                      | Legenda | Legenda                          |
| ------- | ---------------------------- | ------- | -------------------------------- |
|         | Zmagovalec skupnega seštevka |         | Zmagovalec gorskih ciljev        |
|         | Zmagovalec po točkah         |         | Zmagovalec med mladimi kolesarji |

### Skupno
| Uvr. | Kolesar            | Ekipa                                 | Čas         |
| ---- | ------------------ | ------------------------------------- | ----------- |
| 1.   | Przemysław Niemiec | Miche                                 | 15h 34' 33" |
| 2.   | Fortunato Baliani  | Ceramica Panaria-Navigare             | + 30"       |
| 3.   | Radoslav Rogina    | Tenax-Nobili Rubinetterie             | + 35"       |
| 4.   | Raffaele Ferrara   | Team Androni Giocattoli-3C Casalinghi | + 50"       |
| 5.   | Jani Brajkovič     | KRKA-Adria Mobil                      | + 54"       |
| 6.   | Valter Bonča       | Sava                                  | + 55"       |
| 7.   | Mitja Mahorič      | Perutnina Ptuj                        | + 59"       |
| 8.   | Robert Kišerlovski | KRKA-Adria Mobil                      | + 1' 02"    |
| 9.   | Slawomir Kohut     | Miche                                 | + 1' 09"    |
| 10.  | Matija Kvasina     | Perutnina Ptuj                        | + 1' 13"    |

### Po točkah
| Uvr. | Kolesar                | Ekipa                                 | Točke |
| ---- | ---------------------- | ------------------------------------- | ----- |
| 1.   | Ruggero Marzoli        | Acqua & Sapone-Adria Mobil            | 65    |
| 2.   | Rene Weissinger        | Volksbank Leingruber Ideal            | 42    |
| 3.   | Marco Marcato          | Team Androni Giocattoli-3C Casalinghi | 37    |
| 4.   | Juan Magallanes Aranda | Team Androni Giocattoli-3C Casalinghi | 36    |
| 5.   | Boštjan Mervar         | Perutnina Ptuj                        | 35    |
| 6.   | Uroš Murn              | Slovenija                             | 30    |
| 7.   | Przemysław Niemiec     | Miche                                 | 25    |
| 8.   | Matej Stare            | Perutnina Ptuj                        | 25    |
| 9.   | Maurizio Carta         | Miche                                 | 22    |
| 10.  | Mitja Mahorič          | Perutnina Ptuj                        | 21    |

### Gorski cilji
| Uvr. | Kolesar            | Ekipa                      | Točke |
| ---- | ------------------ | -------------------------- | ----- |
| 1.   | Przemysław Niemiec | Miche                      | 15    |
| 2.   | Fraser MacMaster   | Volksbank Leingruber Ideal | 11    |
| 3.   | Matej Stare        | Perutnina Ptuj             | 10    |
| 4.   | Matic Strgar       | Radenska Rog               | 7     |
| 5.   | Rok Jerše          | Sava                       | 6     |

### Mladi kolesarji
| Uvr. | Kolesar            | Ekipa            | Čas         |
| ---- | ------------------ | ---------------- | ----------- |
| 1.   | Jani Brajkovič     | KRKA-Adria Mobil | 15h 35' 27" |
| 2.   | Robert Kišerlovski | KRKA-Adria Mobil | + 08"       |
| 3.   | Miha Švab          | KRKA-Adria Mobil | + 35"       |
| 4.   | Lars Boom          | Rabobank         | + 1' 27"    |
| 5.   | Jure Kocjan        | Radenska Rog     | + 1' 47"    |

### Ekipno
| Uvr. | Ekipa                      | Čas         |
| ---- | -------------------------- | ----------- |
| 1.   | Miche                      | 46h 46′ 48″ |
| 2.   | Krka Adria Mobil           | + 20″       |
| 3.   | Perutnina Ptuj             | + 01′ 19″   |
| 4.   | Team Androni Giocattoli-3C | + 03′ 33″   |
| 5.   | Sava Kranj                 | + 05′ 14″   |
| 6.   | Radenska Rog               | + 06′ 54″   |
| 7.   | eD'system - ZVVZ           | + 7′ 10″    |
| 8.   | Tenax-Nobili Rubinetterie  | + 7′ 34″    |
| 9.   | Acqua & Sapone-Adria Mobil | + 9′ 01″    |
| 10.  | Rabobank                   | + 13′ 34″   |